# Arrondissement Privas
Das Arrondissement Privas ist eine Verwaltungseinheit im französischen Département Ardèche in der Region Auvergne-Rhône-Alpes. Hauptort (Präfektur) ist Privas.
Per Verordnung des Präfekten vom 22. Februar 2007 wechselten mit Wirkung zum 1. März 2007 die Gemeinden der ehemaligen Kantone Antraigues-sur-Volane, Aubenas, Vals-les-Bains und Villeneuve-de-Berg vom Arrondissement Privas zum Arrondissement Largentière.

## Wahlkreise
Im Arrondissement liegen sechs Wahlkreise (Kantone) und 66 Gemeinden.
- Kanton Bourg-Saint-Andéol
- Kanton Le Cheylard (mit zwölf von 46 Gemeinden)
- Kanton Le Pouzin
- Kanton Privas
- Kanton Le Teil (mit fünf von 19 Gemeinden)
- Kanton La Voulte-sur-Rhône (mit zwölf von 17 Gemeinden)

## Gemeinden
Die Gemeinden des Arrondissements Privas  sind:
| 1. Ajoux (07004)                     | 2. Alba-la-Romaine (07005)              | 3. Alissas (07008)                        | 4. Aubignas (07020)                        |
| 5. Baix (07022)                      | 6. Beauchastel (07027)                  | 7. Beauvène (07030)                       | 8. Bidon (07034)                           |
| 9. Bourg-Saint-Andéol (07042)        | 10. Chalencon (07048)                   | 11. Châteauneuf-de-Vernoux (07060)        | 12. Chomérac (07066)                       |
| 13. Coux (07072)                     | 14. Creysseilles (07074)                | 15. Cruas (07076)                         | 16. Dunière-sur-Eyrieux (07083)            |
| 17. Flaviac (07090)                  | 18. Freyssenet (07092)                  | 19. Gilhac-et-Bruzac (07094)              | 20. Gluiras (07096)                        |
| 21. Gourdon (07098)                  | 22. Gras (07099)                        | 23. Larnas (07133)                        | 24. Lyas (07146)                           |
| 25. Marcols-les-Eaux (07149)         | 26. Meysse (07157)                      | 27. Les Ollières-sur-Eyrieux (07167)      | 28. Pourchères (07179)                     |
| 29. Le Pouzin (07181)                | 30. Pranles (07184)                     | 31. Privas (07186)                        | 32. Rochemaure (07191)                     |
| 33. Rochessauve (07194)              | 34. Rompon (07198)                      | 35. Saint-Apollinaire-de-Rias (07214)     | 36. Saint-Bauzile (07219)                  |
| 37. Saint-Cierge-la-Serre (07221)    | 38. Saint-Étienne-de-Serre (07233)      | 39. Saint-Fortunat-sur-Eyrieux (07237)    | 40. Saint-Jean-Chambre (07244)             |
| 41. Saint-Julien-du-Gua (07253)      | 42. Saint-Julien-en-Saint-Alban (07255) | 43. Saint-Julien-le-Roux (07257)          | 44. Saint-Just-d’Ardèche (07259)           |
| 45. Saint-Lager-Bressac (07260)      | 46. Saint-Laurent-du-Pape (07261)       | 47. Saint-Marcel-d’Ardèche (07264)        | 48. Saint-Martin-d’Ardèche (07268)         |
| 49. Saint-Martin-sur-Lavezon (07270) | 50. Saint-Maurice-en-Chalencon (07274)  | 51. Saint-Michel-de-Chabrillanoux (07278) | 52. Saint-Montan (07279)                   |
| 53. Saint-Pierre-la-Roche (07283)    | 54. Saint-Priest (07288)                | 55. Saint-Sauveur-de-Montagut (07295)     | 56. Saint-Symphorien-sous-Chomérac (07298) |
| 57. Saint-Thomé (07300)              | 58. Saint-Vincent-de-Barrès (07302)     | 59. Saint-Vincent-de-Durfort (07303)      | 60. Silhac (07314)                         |
| 61. Le Teil (07319)                  | 62. Valvignères (07332)                 | 63. Vernoux-en-Vivarais (07338)           | 64. Veyras (07340)                         |
| 65. Viviers (07346)                  | 66. La Voulte-sur-Rhône (07349)         |                                           |                                            |

## Neuordnung der Arrondissements 2017

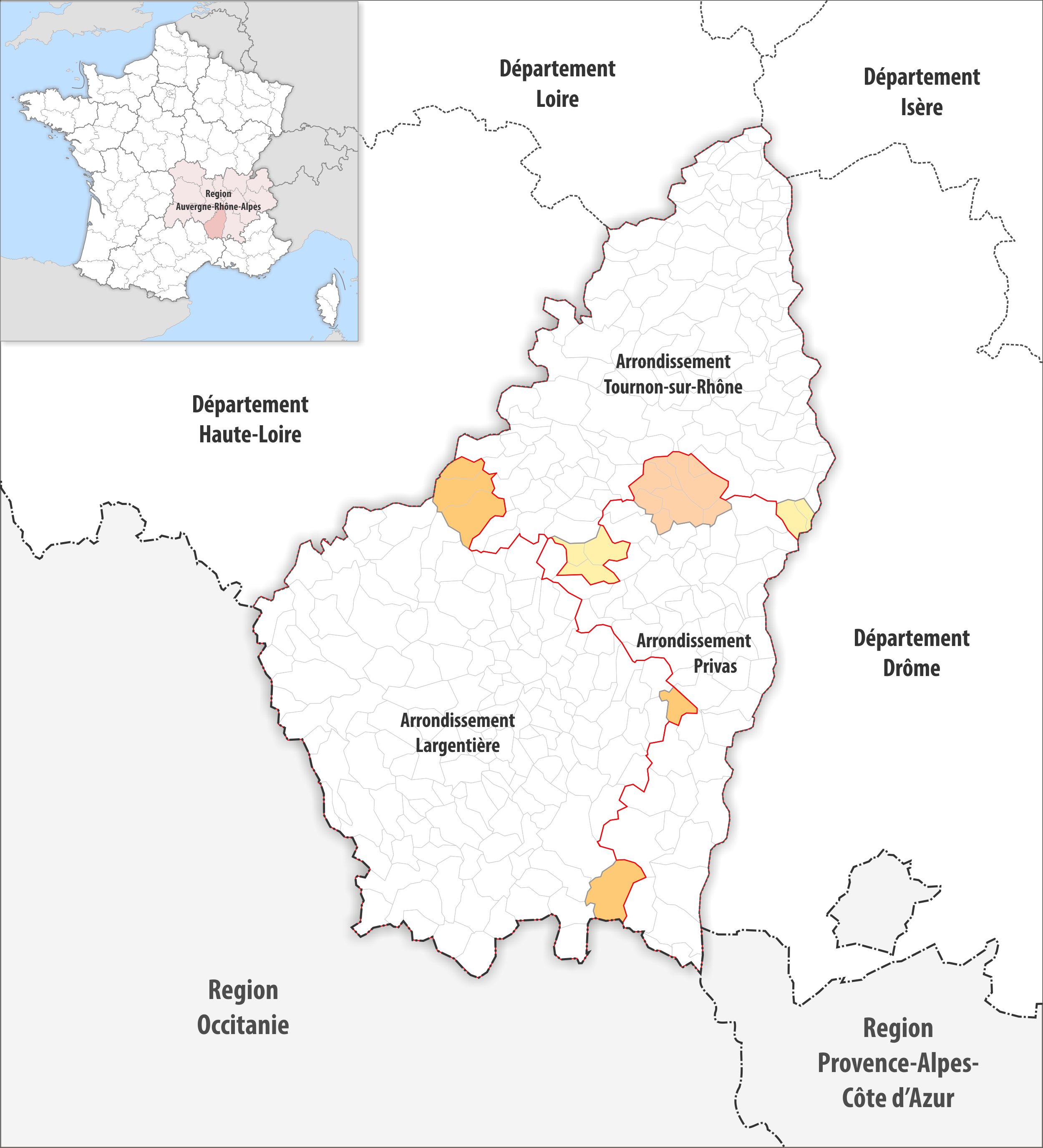
Arrondissementsanpassungen im Jahr 2017

Durch die Neuordnung der Arrondissements im Jahr 2017 wurden die fünf Gemeinden Albon-d’Ardèche, Charmes-sur-Rhône, Issamoulenc, Saint-Georges-les-Bains und Saint-Pierreville aus dem Arrondissement Privas  dem Arrondissement Tournon-sur-Rhône sowie die zwei Gemeinden Saint-Remèze und Sceautres dem Arrondissement Largentière zugewiesen. Die acht Gemeinden Chalencon, Châteauneuf-de-Vernoux, Saint-Apollinaire-de-Rias, Saint-Jean-Chambre, Saint-Julien-le-Roux, Saint-Maurice-en-Chalencon, Silhac und Vernoux-en-Vivarais aus dem Arrondissement Tournon-sur-Rhône wechselten zum Arrondissement Privas.